# Millepora complanata
Millepora complanata — вид гідроїдних кнідарій родини Мілепорові (Milleporidae).

## Опис
Колонії утворюють тонкі, вертикальні лопаті або пластини, які утворюють інкрустовані бази. Колонії до 50 см заввишки. Зовнішній край лопатей нерівний з декількома розширеними або короткими гілками. Поверхня гладка, покрита дрібними порами, у яких живуть поліпи. Коли крихітні поліпи висовуються назовні, вони виглядають як короткі, тонкі волоски. Колір коричневий з вершково-жовтими, з білими кінчиками гілками. 

## Навколишнє середовище
Мешкають на скелястих та коралових рифах на глибині до 15 м. 

## Поширення
Зустрічаються біля берегів Флориди, Багамських островів та у Карибському басейні